# Březinka (Bělá pod Bezdězem)
Březinka (německy Bschesinka) je vesnice, část města Bělá pod Bezdězem v okrese Mladá Boleslav. Nachází se asi 3,2 kilometru jihozápadně od Bělé pod Bezdězem. Vesnicí prochází silnice II/272.

## Historie
První písemná zmínka o vesnici pochází z roku 1337.
V letech 1869–1979 byla samostatnou obcí, od 1. ledna 1980 do 31. prosince 1985 byla vesnice součástí obce Březovice a od 1. ledna 1986 se stala součástí města Bělá pod Bezdězem.

## Obyvatelstvo
| Rok            | 1869 | 1880 | 1890 | 1900 | 1910 | 1921 | 1930 | 1950 | 1961 | 1970 | 1980 | 1991 | 2001 | 2011 | 2021 |
| -------------- | ---- | ---- | ---- | ---- | ---- | ---- | ---- | ---- | ---- | ---- | ---- | ---- | ---- | ---- | ---- |
| Počet obyvatel | 358  | 368  | 339  | 356  | 371  | 369  | 320  | 239  | 219  | 173  | 172  | 133  | 122  | 118  | 134  |
| Počet domů     | 50   | 51   | 55   | 57   | 60   | 63   | 65   | 70   | 65   | 61   | 52   | 64   | 66   | 73   | 76   |

## Pamětihodnosti
- Zděná zvonice čtvercového základu, datovaná nápisem v průčelí 1776[8], opravená 1929
- Litý kříž na návsi před zvonicí na pískovcovém stylobatu, datovaný 1848[8]
- Usedlosti čp. 19, 27, 40, 74
- Obytná budova usedlosti U Maršů
- Usedlost če. 340
- Brána usedlosti čp. 9

## Osobnosti
- Václav Krolmus (1790–1861), vlastenecký kněz, spisovatel a archeolog